# Сухвал, Александр Михайлович
Александр Михайлович Сухвал — младший сержант Вооружённых Сил СССР, участник войны в Афганистане, погиб при исполнении служебных обязанностей, кавалер ордена Красной Звезды (посмертно).

## Биография
Александр Михайлович Сухвал родился 12 июля 1962 года в деревне Луг Бешенковичского района Витебской области Белорусской Советской Социалистической Республики. После окончания Верховской средней школы Бешенковичского района работал в колхозе имени Карла Маркса Бешенковичского района. В 1980 году окончил Витебское профессионально-техническое училище № 96, получив специальность токаря.
29 марта 1981 года Сухвал был призван на службу в Вооружённые Силы СССР Бешенковичским районным военным комиссариатом. По завершении обучения в июне того же года он был направлен для дальнейшего прохождения службы в Демократическую Республику Афганистан. Служил командиром орудия 990-го зенитно-артиллерийского полка 201-й мотострелковой дивизии. Многократно участвовал в боевых операциях против вооружённых формирований моджахедов.
7 января 1983 года в ходе выполнения задания по сопровождению колонны с продовольствиемм, следовавшей из города Кундуза в одно из советских подразделений, младший сержант Сухвал участвовал в отражении нападения моджахедов. Укрывшись в кабине автомобиля, он вёл огонь по атакующему противнику. В том бою он получил смертельное ранение и скончался.
Похоронен на кладбище деревни Луг Бешенковичского района Белоруссии.
Указом Президиума Верховного Совета СССР младший сержант Александр Михайлович Сухвал посмертно был удостоен ордена Красной Звезды.

## Память
- В честь Сухвала названа улица в посёлке Бешенковичи Витебской области Белоруссии.